# Plebania w Wilkanowie
Plebania w Wilkanowie – zabytkowa plebania w Wilkanowie, w powiecie kłodzkim.
Piętrowa, barokowa plebania wybudowana w  1798 na planie prostokąta, kryta  dachem naczółkowym. 
Nad półkolistym portalem znajduje się płycina z inskrypcją fundacyjną w j. niem.  GA KARL GRAF VON ALTHAN VVŒLFELSDORF VHRN IS HABEN EINIG AVF IHRE KOSTEN VON IOSEPH KNAPPE IOSEPH KNITIG ZVR GRŒSERN EHRE GOTTLES DIESES GEBÆVDE ERBAVEN LASSEN. I.S.F.Z.F.U.I.L.I.B.G.K.I.W., (Hrabia Karl von Althan zgodził się, aby Joseph Knappe (i) Joseph Knitig zbudowali ten budynek na jego koszt dla większej chwały bożej) z chronostychem zawierającym datę postawienia - DDLLLLLVVVVVVVVVIIIIIIIII - 1304 (1804).
Plebania wraz z kościołem i kaplicą w pobliżu jest wpisana do wojewódzkiego rejestru zabytków.

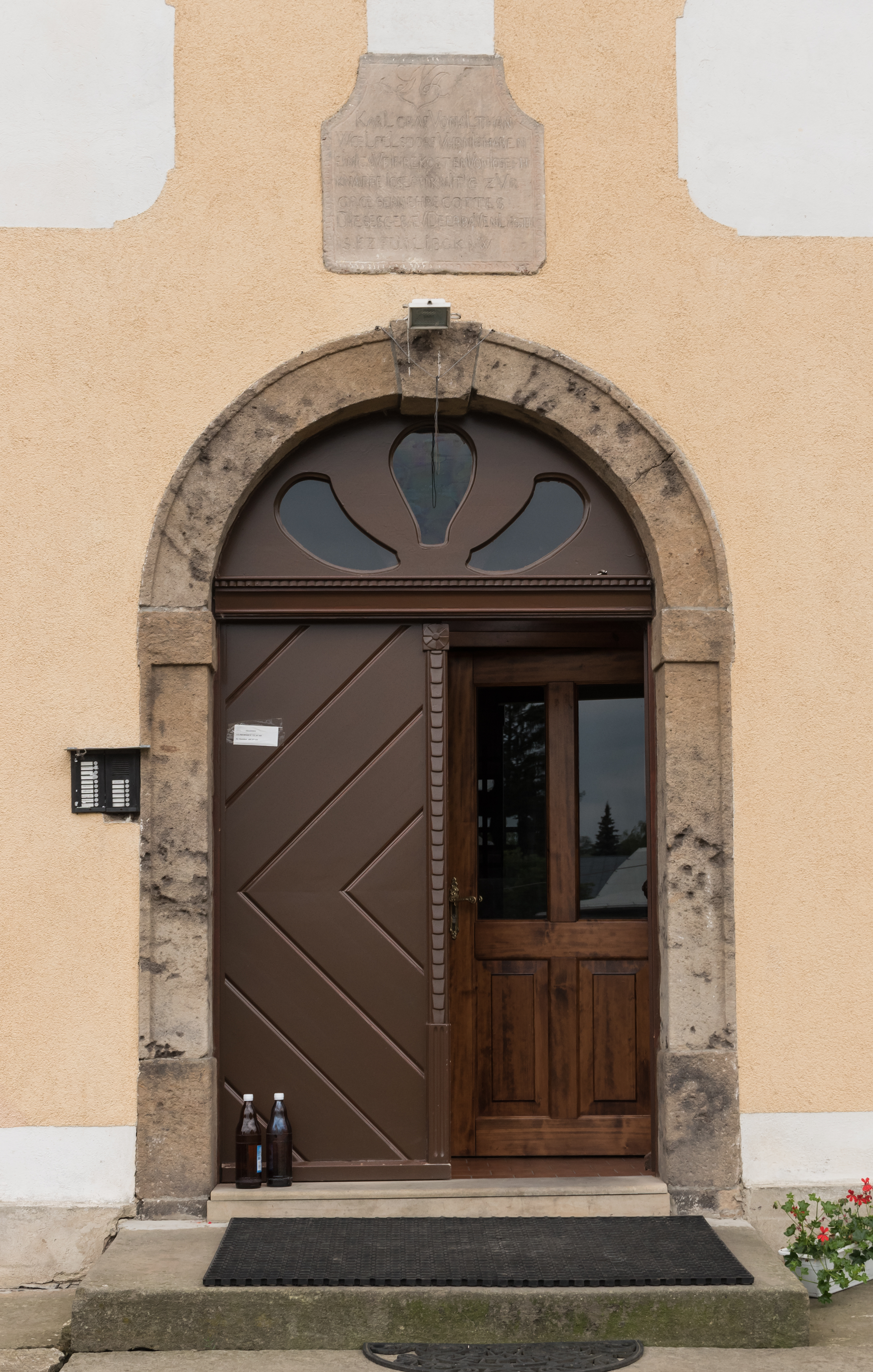
Portal z płyciną
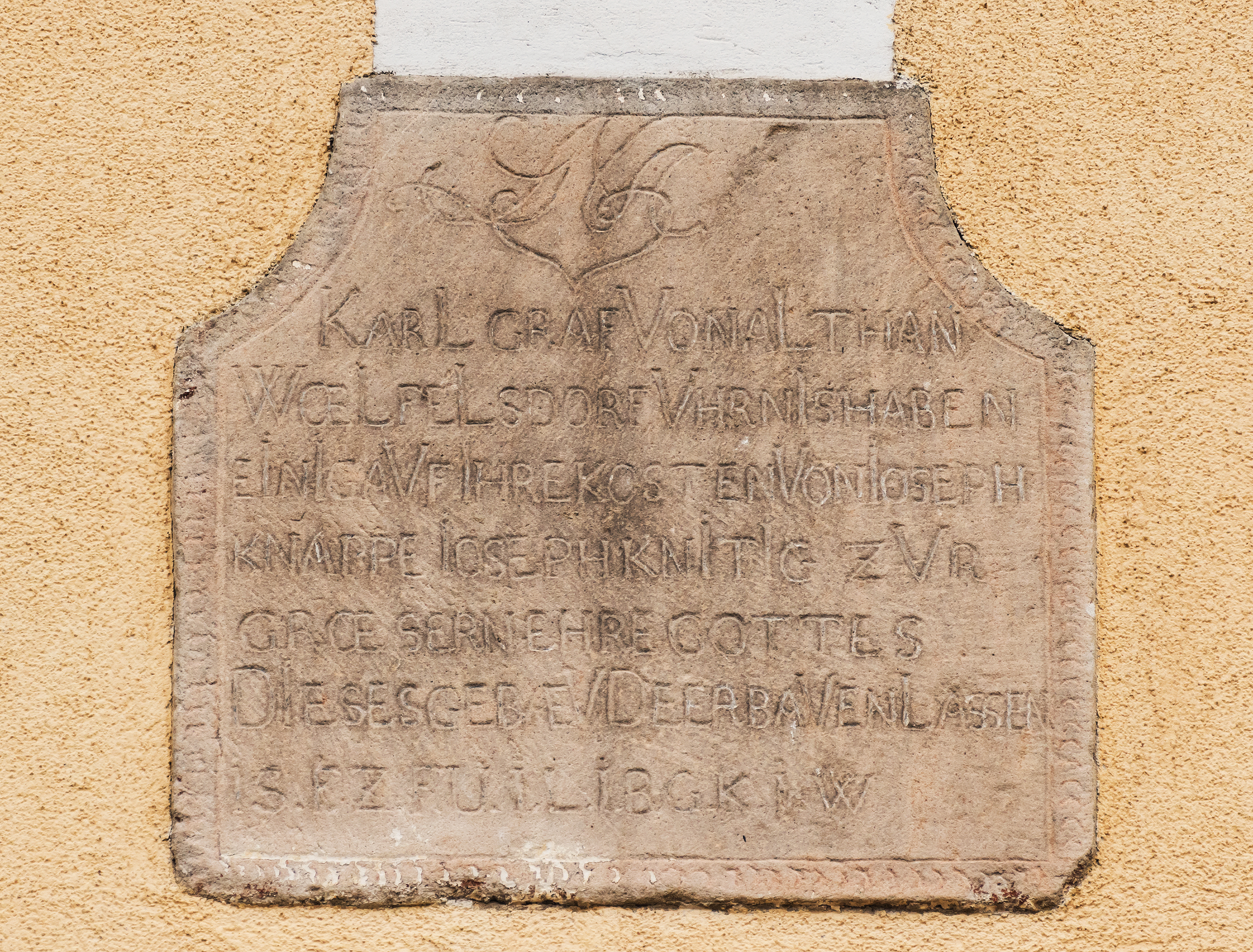
Inskrypcja fundacyjna